# Giovanni Boldù
Giovanni Boldù (... – 1477 circa) è stato un pittore e medaglista italiano, attivo a Venezia dal 1454 al 1475.

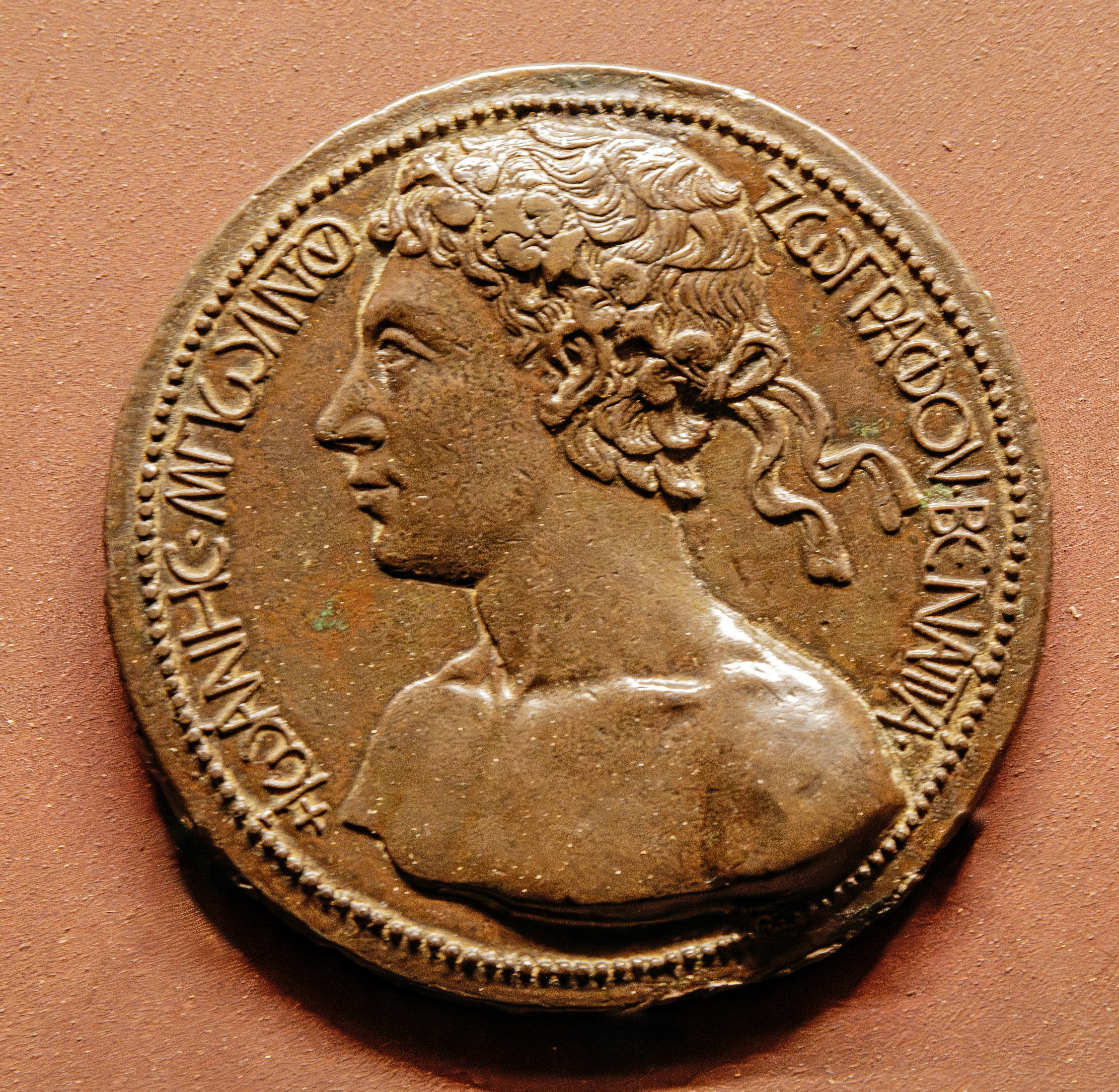
Medaglia con autoritratto, 1458 Museo Correr

Giovanni Boldù è citato più volte nei documenti veneziani dal 1454 al 1475. Non si sa invece nulla sulla sua nascita e formazione.
Si sono conservate alcune medaglie in bronzo firmate dal 1457 al 1458, in cui sul dritto vengono riportati i ritratti ad esempio di Pietro Bono, Filippo Maserano, Filippo Vadi i quali risultano influenzati dallo stile delle medaglie del Pisanello. Per il rovescio delle proprie medaglie Boldù appare ispirarsi alle immagini antiche, in particolare alle rappresentazioni sulle gemme.
Probabilmente è morto poco prima del 1477.
Firma le sue medaglie con il nome completo e si qualifica come pittore. Finora la ricerca non ha permesso di attribuirgli quadri o disegni.
Alcune sue medaglie fanno parte delle collezioni presenti presso la University of the Arts Museum di Tokyo e il South Kensington Museum di Londra.